# Achmet
Achmet figlio di Seirim (in greco antico: Αχμέτ υιός Σειρείμ?; ... – ...) è stato uno scrittore arabo, autore di un trattato sull'interpretazione dei sogni, l'Oneirocriticon di Achmet.

## Origini
Il trattato di Achmet è fino a noi pervenuto soltanto in lingua greca, e probabilmente fu scritto in questa lingua. Composto da 300 pagine divise in 4 libri, si propone come un punto di sintesi derivato dalla sapienza di Indiani, Persiani, Egiziani. 
Nel testo greco, Achmet afferma di essere stato istruito ed ispirato dalle più grandi autorità della sua arte: Syrbachan, che fu interprete e consigliere personale di un re indiano; Baran, al servizio del re di Persia Saanisan; Tarphan, che officiò con un faraone d'Egitto. L'India, la Persia e l'Egitto sono i suoi tre riferimenti trattatistici.
L'oniromanzia era una disciplina diffusa bel mondo arabo-mussulmano, mentre la comparazione dei trattati bizantini, e arabi contemporanei e passati, mostra sorprendenti analogie: il manoscritto Muntahab al-Kalam, uno dei testi arabi antichi fra i più importanti in tema di interpretazione dei sogni, attribuito dalla tradizione a Ibn-Sirin, è in relazione con il trattato per l'interpretazione dei sogni (mediante la lettura degli astri) pervenuto fino all'Occidente medioevale sotto il nome di «Aboumazar» (Abu Ma'shar al-Balkhi), è debitore al Ta'bīr al-Ru'yā di Ibn Qutayba, a sua volta in relazione con il trattato di d'Ibn Shahin al-Zahiri (Egiziano, IX secolo). 
Un riferimento ancora più frequente è Artemidoro di Daldi: stessi principi interpretativi, stessi casi di sogni esemplificativi. E, infatti, Hunayn ibn Ishaq, filosofo e medico arabo e di fede islamica, tradusse l'Oneirocriticon dal greco in arabo (Baghdad, fine IX secolo). Grazie al suo prezioso lavoro, l'Oneirocriticon divenne un riferimento comune per arabi e bizantini. Il trattato di Achmer è parimenti debitore alla tradizione bizantina dei testi detti Sogni di Daniele: le interpretazioni dei sogni sono molto numerose all'interno di testi di questo tipo, contenuti nei due manoscritti Palat. gr. 319 e Berol. Phillips 1479.
La prima copia del trattato a noi pervenuta è nettamente posteriore al regno del califfo al-Mamun (833): il manoscritto Laurent. plut. 87, 8 risale al IX secolo, al tempo del bizantino Leone VI il Saggio, incoronato imperatore nell'870.

## Traduzioni e sviluppi
Nel 1160 Ugo Eteriano (Leone Tuscus) tradusse il trattato di Achmet dal greco in latino, come ci risulta dalle due uniche copie manoscritte conservate in Gasp. Barthii Adversaria. 

Attorno al 1165, Pascalis Romanus scrisse in latino il Liber thesauri occulti, una nuova opera sulla interpretaziome dei sogni, che si ispirò ampiamente ad Artemidoro di Daldi.

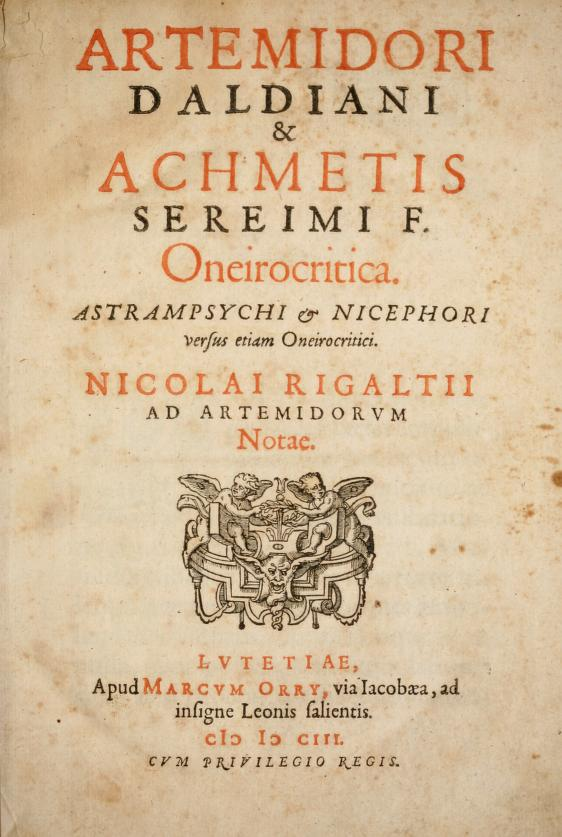
Titulus editionis librorum de somniorum interpretatione anno 1603 divulgatae

Leunclavius, filologo e orientalista tedesco, pubblicò come sua principale opera, la traduzione in latino del trattato di Achmet da manoscritto greco: nel 1577 a Francoforte, rese un'opera in 8 volumi, dal titolo Apomasaris Apotelesmata, sive de significatis et eventis Insomniorum, ex Indorum, Persarum, Aegyptiorumque disciplina. La traduzione di Leonclavius si basava su un manoscritto greco che presentava diversi errori ed imperfezioni. 

Il trattato affronta comparativamente, spesso in relazione alla fede cristiana e alle Sacre Scritture, temi quali interpretazione dei sogni, la concezione su angeli, del giudizio dopo la morte, del Paradiso e dell'Inferno, che stanno alla base di un sogno ispirato.
Ahmed I (o Achmet I, vedi en.wiki), sultano dell'imper ottomanodal 1603, aveva acconsentito all'apertura di una stamperia a Costantinopoli, che fece distruggere dopo pochissimo tempo.
Nicolas Rigault, allievo dei gesuiti e bibliotecario del re Luigi XIII, pubblicò nel 1603 una edizione greco-latino degli Oneirocritica di Artemidoro, in Lutet, Parigi, 1605 in 4.to., con riferimenti al lavoro di Leunclavius: «La traduzione in italiano è del medico Giovanni Haguenbot, noto come Janus Cornarius» (1500-1558, umanista sassone, amico di Erasmo da Rotterdam, prodigioso traduttore di scritti medici latini e greci).
Varie parti del manoscritto greco furono inserite anche da Jacobus De Rhoer nel suo Otium Daventriense.

## Identificazione di Achmet ben Seirim
Achmet è stato identificato con Abu Bekr Mohammed Ben Sirin -oppure Abu Bakr Muhammad Ibn Sirin Al-Ansari, محمد بن سيرين) - (imam, mistico, e interprete dei sogni; Bassora, 653-728 d.C.), noto come Ibn Sirin, che fu contemporaneo di Anas ibn Malik, seguace del profeta Maometto, per la cui vita, (e opinioni) rimane la fonte più autorevole.
Il padre di Ibn Sirin era un produttore di vasi di rame, fatto prigioniero e schiavo da Khalid ibn al-Walid nella Battaglia di 'Ayn al-Tamr. Anas bin Malik pagò il prezzo del suo riscatto, e, reso libero, Ibn Sirin partecipò al matrimonio delle tre mogli del profeta Maometto (Khallikan|1843|p=586) 

Ibn Sirin scrisse in arabo un trattato sul tema dell'interpretazione dei sogni, conservato alla libreria reale di Parigi.

Infatti, i due nomi Ahmed o Achimet, e Mohammed sono due parole arabe formate da quattro lettere ciascuna, e differiscono soltanto per la prima lettera, cosa che rende di per sé plausibile una identificazione, oltre alle analogie esistenti fra le due opere.
Nel testo greco degli Oneirocritica, lo stesso Achmet si presenta come il figlio dell'interprete dei sogni (e visioni) del califfo al-Maʾmūn (regno. 813-833), e suggerisce di eseguire la stessa funzione appresa da un suo "Maestro" (δεσπότης), di cui sembra non fornire il nome (ma v. voce in greco e arabo si chiama Achmet ben Seirim). 
Di nuovo, nel catalogo della Biblioteca Nazionale di Francia, è menzionato Ahmed abou Mazar, medico arabo di fede cristiana (chretien), che sostituì (remplissait) a Babilonia le funzioni dell'interprete dei sogni presso il califfo al-Mamoun
Nello stesso titolo, la parola Apomasares, proveniente come detto da un manoscritto con errori e imperfezioni, sarebbe, un errore rispetto ad Abumasar, latinizzazione di Abu Ma'shar al-Balkhi (nome completo Jaʿfar ibn Muḥammad, Abū Maʿshar al-Balkhī: confrontabile col precedente Ahmed abou Mazar)